# Schlossbrücke (Schwerin)

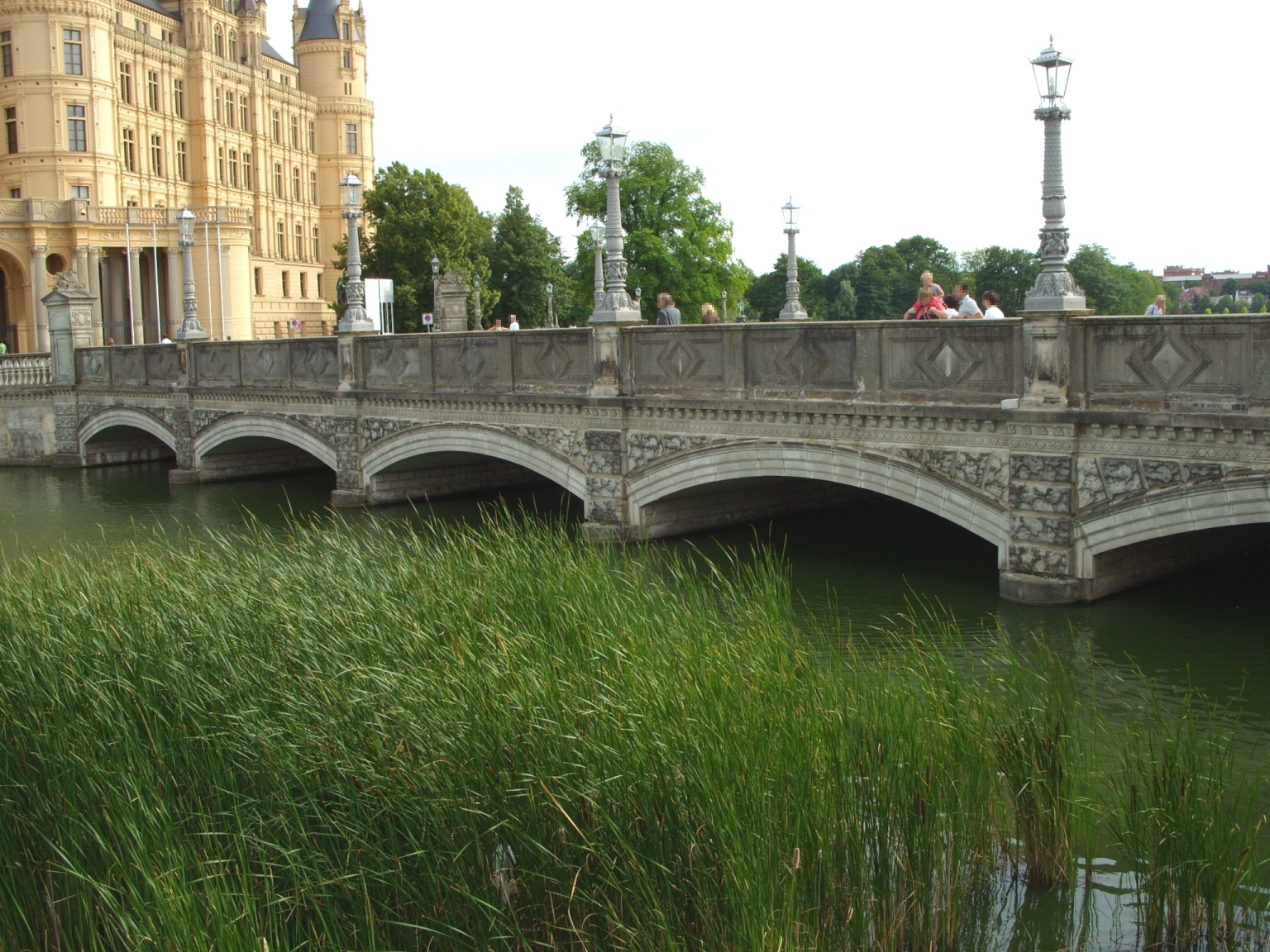
Schlossbrücke von der Seite des Schweriner Sees

Die Schlossbrücke Schwerin ist eine 48 Meter lange, bogenförmige Brücke, die die nördliche der beiden Wasserverbindungen zwischen dem Schweriner See und dem Burgsee überspannt und das Schweriner Schloss auf der Schlossinsel mit der Stadt Schwerin verbindet.

## Geschichte

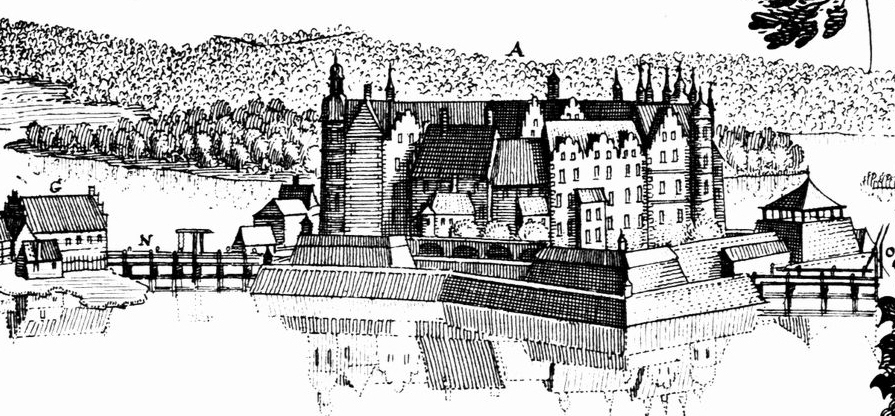
Schloss mit hölzerner Zugbrücke (links) um 1650

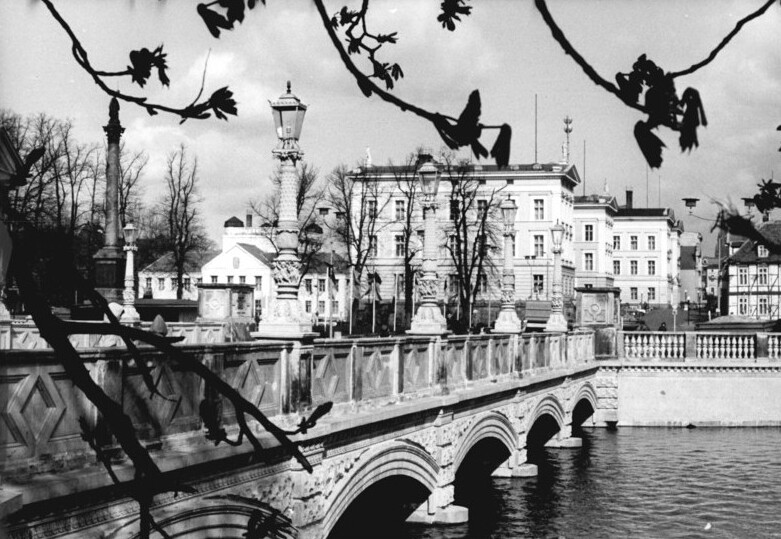
Der detailgetreue Neubau der Brücke im Mai 1985

Anfangs war das Schlossgebäude durch eine Holzbrückenkonstruktion, deren Bohlenbelag schnell entfernt werden konnte und die auch eine Zugbrücke umfasste, mit der Stadt verbunden. Mit Beginn des Schlossneubaus wurde dann eine neue massive Schlossbrücke nach Plänen des Hofbaumeisters Georg Adolph Demmler, denen der Großherzog Friedrich Franz II. Anfang Januar 1844 zustimmte, errichtet. Während Demmler zusammen mit Hermann Willebrand auf einer längeren Studienreise in Frankreich Architekturstudien betrieb, wurde im Frühjahr 1844 mit dem Bau der fünffeldrigen Ziegelgewölbebrücke begonnen. Schon am 13. April 1845 wurde das Bauwerk, welches als Zufahrt für die Neubaumaßnahmen am Schloss benötigt wurde, eingeweiht. Anfangs hatte die Brücke nur einfache Geländer. Die Rossbändigerskulpturen von Bildhauer Christian Genschow wurden erst 1876 als Brückenportal aufgestellt.
Die Gründung der Widerlager und Pfeiler erfolgte auf bis zu 23 m langen Holzpfählen, die nur lotrecht eingerammt wurden und somit nicht ausreichend standsicher waren, um die Horizontalkräfte der Kämpfer der Gewölbeendfelder abzutragen. Durch diesen Konstruktionsfehler kam es bei den Widerlagern zu Horizontalverschiebungen, die Anfang 1949 an der Schlossseite und 1981 am anderen Brückenende zu schalenartigen Abplatzungen der Gewölbe führten.
Die erste Instandsetzung erfolgte 1949, wobei Kandelaber und Schilderhäuschen verloren gingen. Da nach dem Schaden des Jahres 1981 keine ausreichende Standsicherheit mehr vorhanden war, wurde in den Jahren 1982 bis 1984 die Brücke teilweise durch einen Neubau aus Stahlbeton ersetzt. Dabei wurden der Brückenüberbau und das Widerlager an der Stadtseite abgerissen und ausgetauscht. Zur Verblendung des neuen Stahlbetonüberbaus wurden Originalsteine verwendet. Am 10. Mai 1985 erfolgte wieder die Verkehrsübergabe des Bauwerks. Die Baukosten betrugen 1,5 Millionen Mark.
Das Bauwerk ist seit 2024 als Teil des Residenzensemble Schwerin ein UNESCO-Welterbe.

## Konstruktion
Die erste Brücke von 1844 war eine Mauerwerkskonstruktion mit fünf flachen Ziegelgewölben, die aus zwei Lagen Steinen bestanden. Die Stützweiten des 47,09 m langen Bauwerks betrugen 9,25 m bei den beiden Endfeldern sowie jeweils 9,0 m bei den drei Innenfeldern, mit einer Breite von 16,95 m.
Bei der zweiten Brücke von 1984 kam als neuer Überbau eine fünffeldrige Stahlbetonplatte mit gewölbter Untersicht und dem Durchlaufträger als Bauwerkssystem zur Ausführung. Dadurch müssen Pfeiler und Widerlager nur noch geringe Horizontalkräfte abtragen. Das neue, stadtseitige Widerlager wurde auf Großbohrpfählen gegründet.
Die Stützweiten des jetzt 48,1 m langen Bauwerks blieben wie die Mauerwerkspfeiler unverändert. Die Breite reduzierte sich auf 16,27 m. Die Brücke hat die Tragfähigkeit der Brückenklasse 60/30.

## Galerie

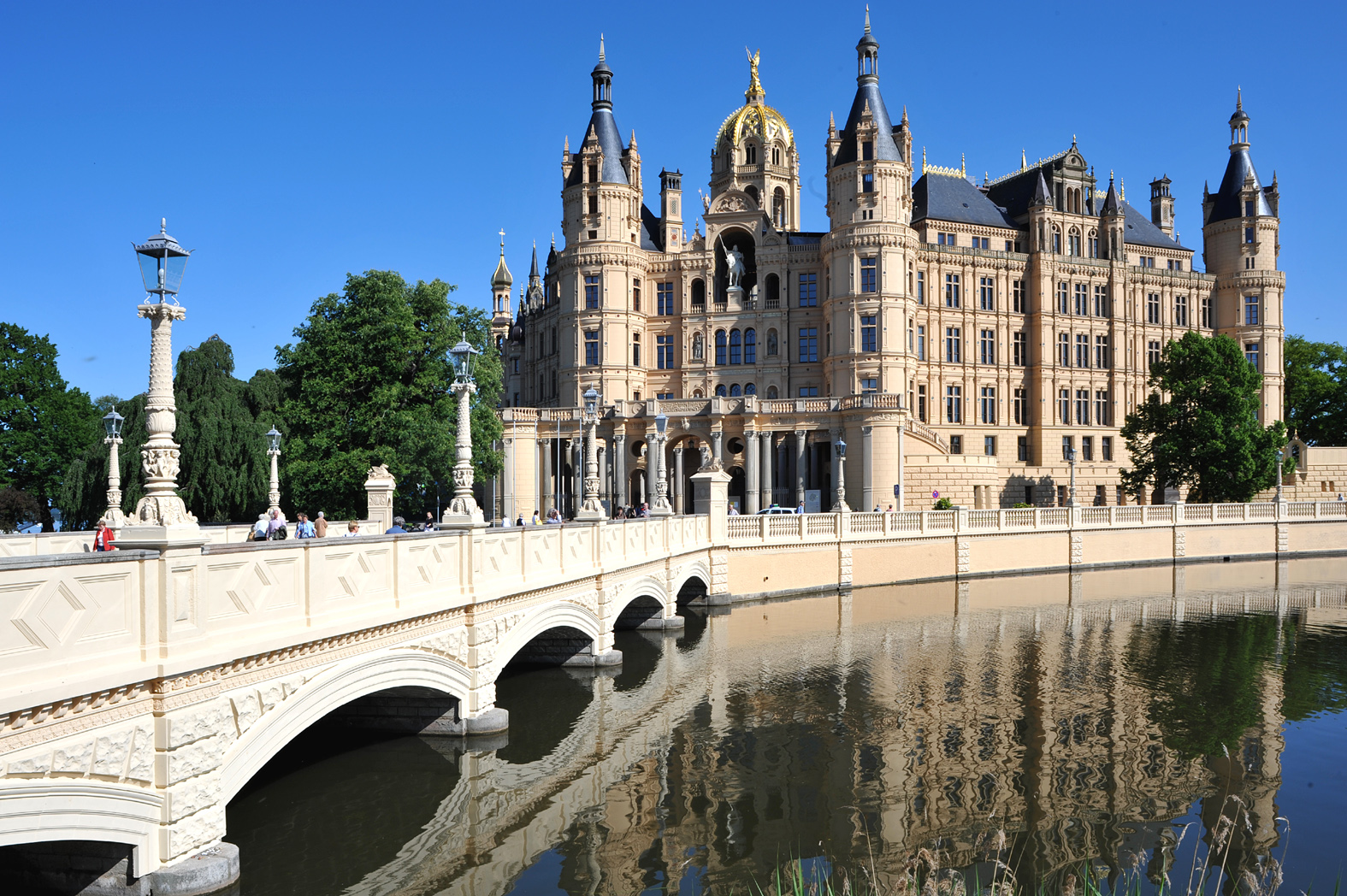
Schweriner Schloss mit Schlossbrücke
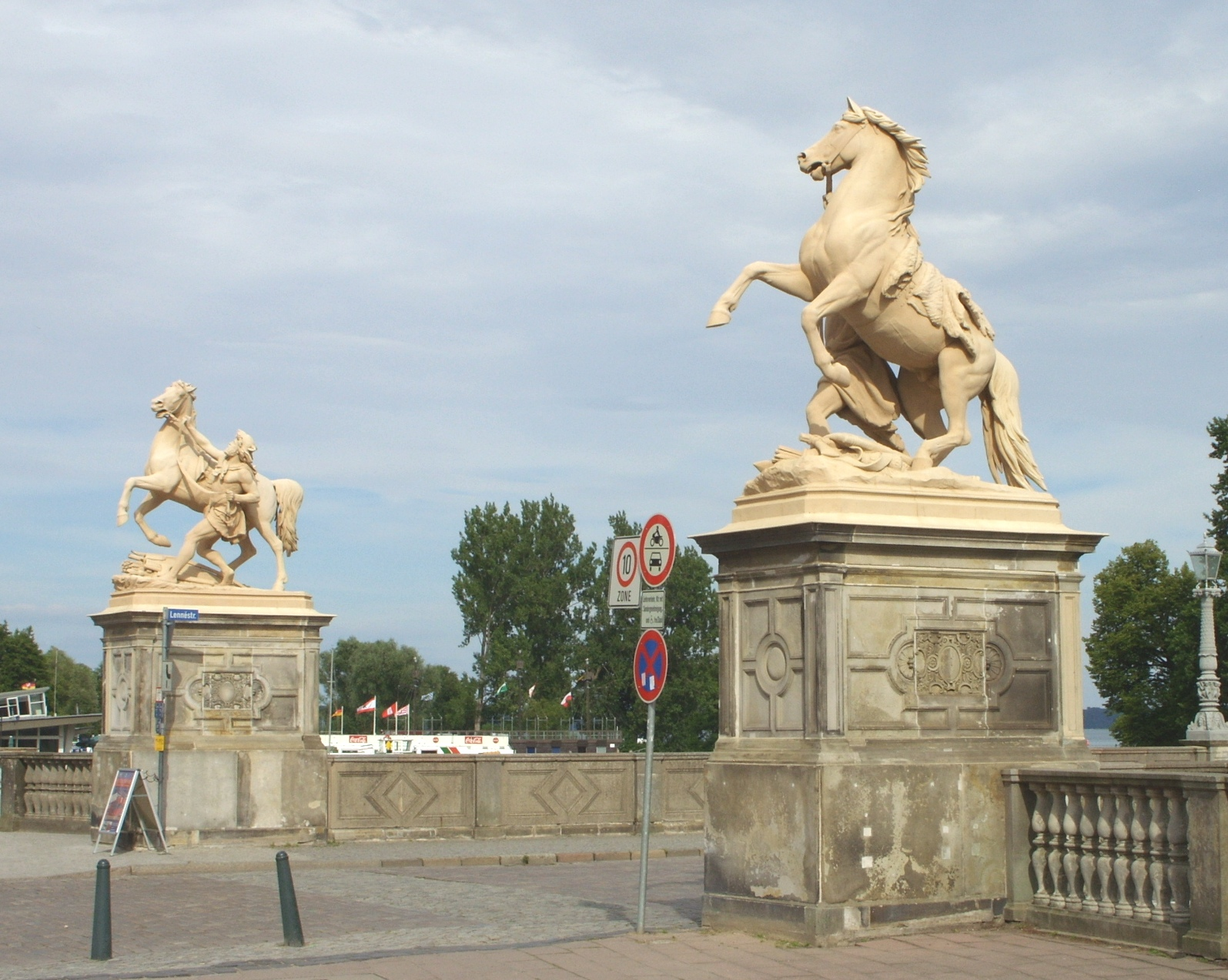
Eingangsportal mit Skulpturen
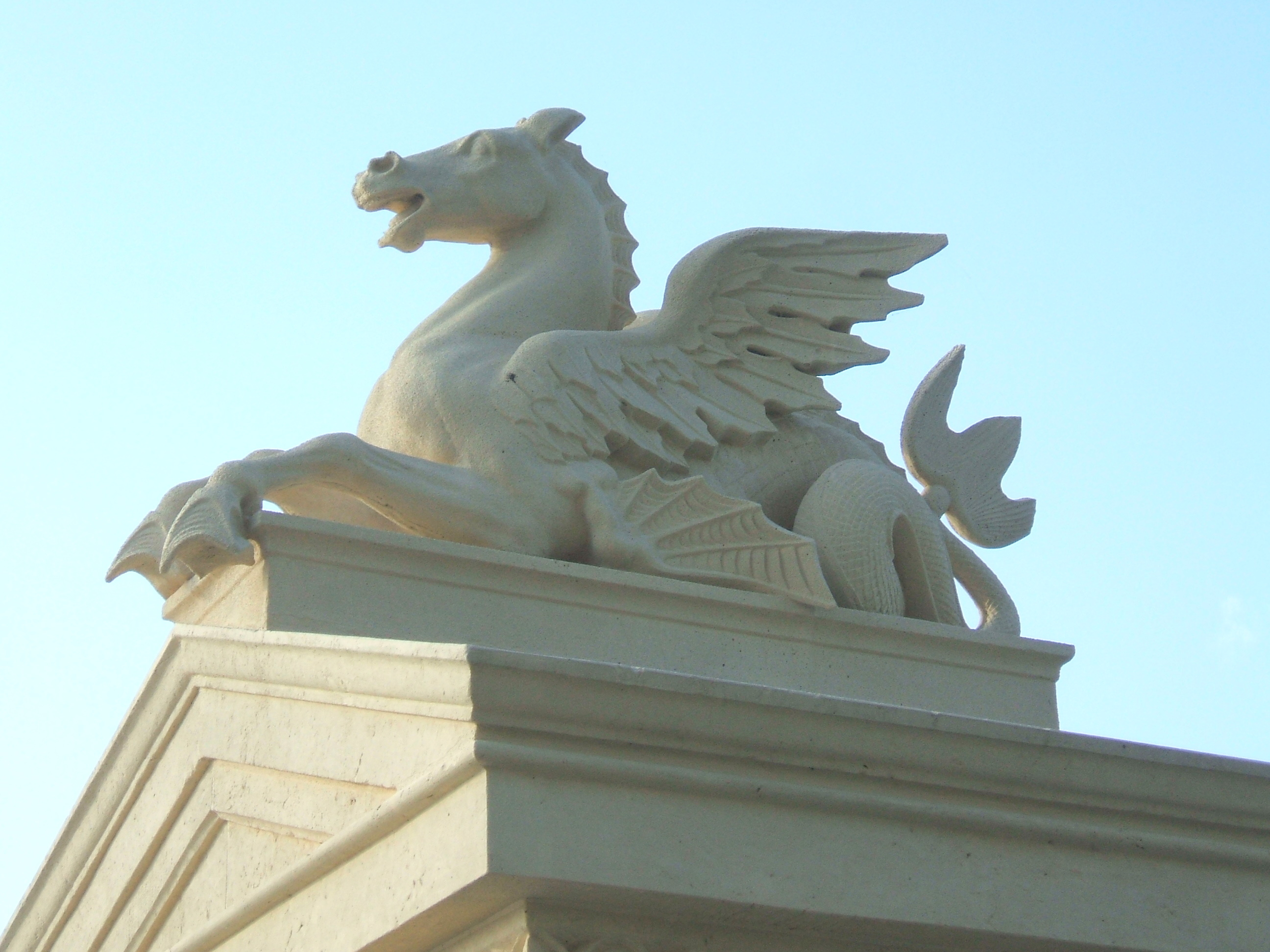
Seepferdskulptur am schlossseitigen Ende der Brücke (ein Hippokamp)
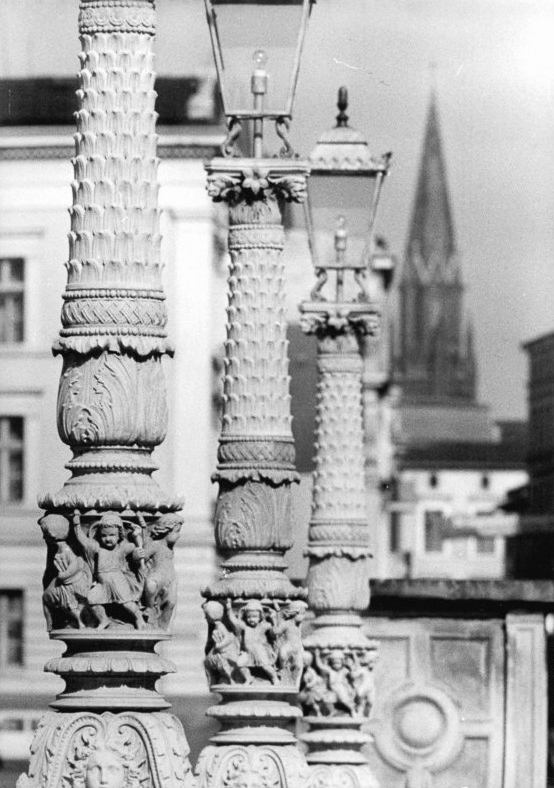
Laternen auf der Schlossbrücke
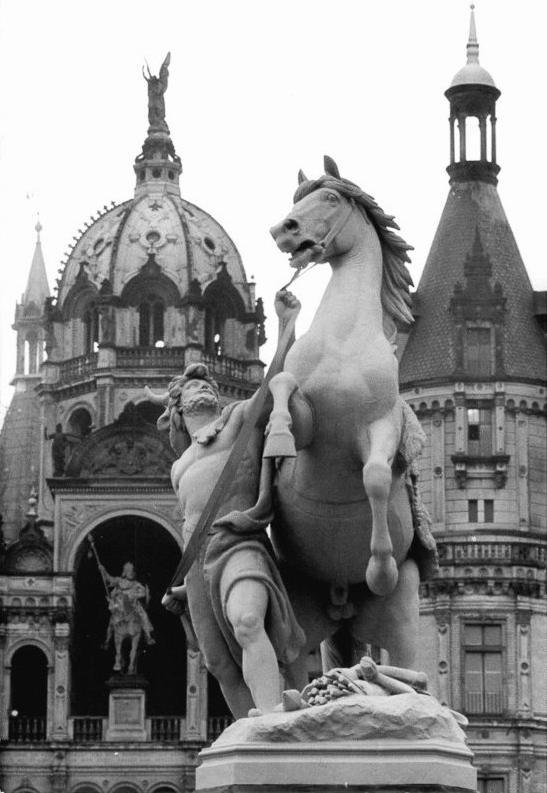
Eines der beiden „Pegasus“-Obotritenrösser auf der Schlossbrücke